# Isidoro Verga
Isidoro Verga (Bassano in Teverina, 29 aprile 1832 – Roma, 10 agosto 1899) è stato un cardinale e vescovo cattolico italiano.

## Biografia
Nacque a Bassano in Teverina il 29 aprile 1832.
Papa Leone XIII lo elevò al rango di cardinale nel concistoro del 10 novembre 1884.
Morì il 10 agosto 1899 all'età di 67 anni. Dopo le esequie, la salma venne tumulata nel sacello di Propaganda Fide nel cimitero del Verano.

## Genealogia episcopale
La genealogia episcopale è:
- Cardinale Scipione Rebiba
- Cardinale Giulio Antonio Santori
- Cardinale Girolamo Bernerio, O.P.
- Arcivescovo Galeazzo Sanvitale
- Cardinale Ludovico Ludovisi
- Cardinale Luigi Caetani
- Cardinale Ulderico Carpegna
- Cardinale Paluzzo Paluzzi Altieri degli Albertoni
- Papa Benedetto XIII
- Papa Benedetto XIV
- Papa Clemente XIII
- Cardinale Giovanni Carlo Boschi
- Cardinale Bartolomeo Pacca
- Papa Gregorio XVI
- Cardinale Lodovico Altieri
- Cardinale Luigi Oreglia di Santo Stefano
- Cardinale Isidoro Verga